# Parafia św. Wawrzyńca w Luzinie
Parafia pod wezwaniem św. Wawrzyńca w Luzinie – parafia położona w gminie Luzino, w powiecie wejherowskim, w aglomeracji trójmiejskiej. Należy do dekanatu Luzino (archidiecezja gdańska).

## Historia
Inicjatywę budowy kościoła w Luzinie należy przypisać zakonowi norbertanów, po otrzymaniu tej wsi na własność w latach 1224–45. W posiadaniu tego klasztoru pozostawało Luzino aż do 1772 roku. 
Pierwsza źródłowa wzmianka o luzińskim plebanie pochodzi dopiero z 1312 roku. Występuje ona na dokumencie ówczesnego proboszcza żukowskiego, Rydygiera. Wśród świadków dokumentu jawi frater Petrus plebanus Luzinensis. Użycie zwrotu frater pozwala przyjąć, że był norbertaninem. Wzmianka o proboszczu dowodzi, że już wówczas istniała zorganizowana parafia luzińska, obejmująca wszystkie sąsiednie wsie i osady.

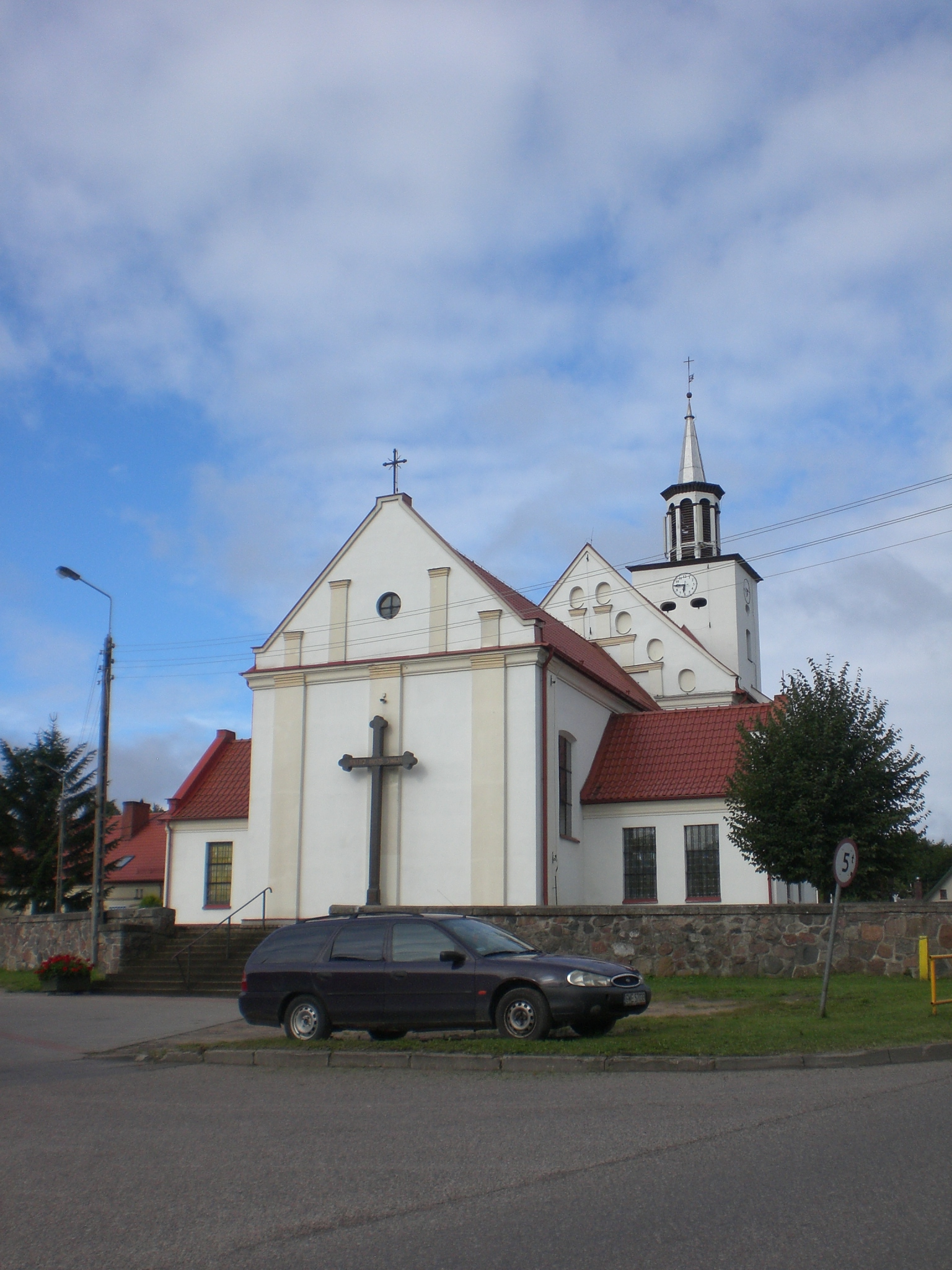
Kościół - widok od strony prezbiterium